# Uroleucon cephalonopli
Uroleucon cephalonopli är en insektsart som först beskrevs av Takahashi, R. 1962.  Uroleucon cephalonopli ingår i släktet Uroleucon och familjen långrörsbladlöss. Inga underarter finns listade i Catalogue of Life.